# Huy chương lớn của Viện hàn lâm Khoa học Pháp
Huy chương lớn của Viện hàn lâm Khoa học Pháp (tiếng Pháp: La grande médaille de l’Académie des Sciences) là một giải thưởng cao quý của Viện Hàn lâm Khoa học Pháp, dành cho các nhà khoa học có những đóng góp quyết định vào việc phát triển khoa học.
Huy chương này được thiết lập năm 1997, do việc tập hợp Giải Lalande thiết lập năm 1802 với Giải Benjamin Valz thiết lập năm 1970 cùng 122 Quỹ giải thưởng khác của Viện hàn lâm Khoa học và Institut de France trong năm 1997.
Huy chương này được trao hàng năm cho các nhà khoa học thuộc mọi quốc gia và mỗi năm thay đổi một chuyên ngành khác nhau

## Những người đoạt huy chương lớn
Dưới đây là danh sách các người đoạt huy chương lớn
- 2014: Joel Lebowitz, Vật lý học & Toán học[3]
- 2013: Joan A. Steitz, Hóa sinh
- 2012: Adi Shamir, Tin học
- 2011: Corma Avelino, Hóa học và Lý hóa học
- 2010: Michael Atiyah, Toán học
- 2009: Robert Weinberg, Sinh học tế bào
- 2008: Susan Solomon, Hóa học khí quyển
- 2007: Tomas Hökfelt, Mô học và Sinh học tế bào
- 2006: Peter Goldreich, Vật lý thiên văn
- 2005: Ronald Evans, Sinh học phân tử
- 2004: David Gross, Vật lý học
- 2003: David Sabatini, Hóa sinh học
- 2002: Richard L. Garwin, Vật lý học
- 2001: Albert Eschenmoser, Hóa học hữu cơ
- 2000: Robert Langlands, Toán học
- 1999: René Thomas, Sinh học phân tử
- 1998: Leo P. Kadanoff, Vật lý học
- 1997: Jozef Stefaan Schell, Sinh học phân tử